# François Sicard
Pour les articles homonymes, voir Sicard.
François Sicard, né à Tours le 21 avril 1862 et mort à Paris le 7 juillet 1934, est un sculpteur français.

## Biographie

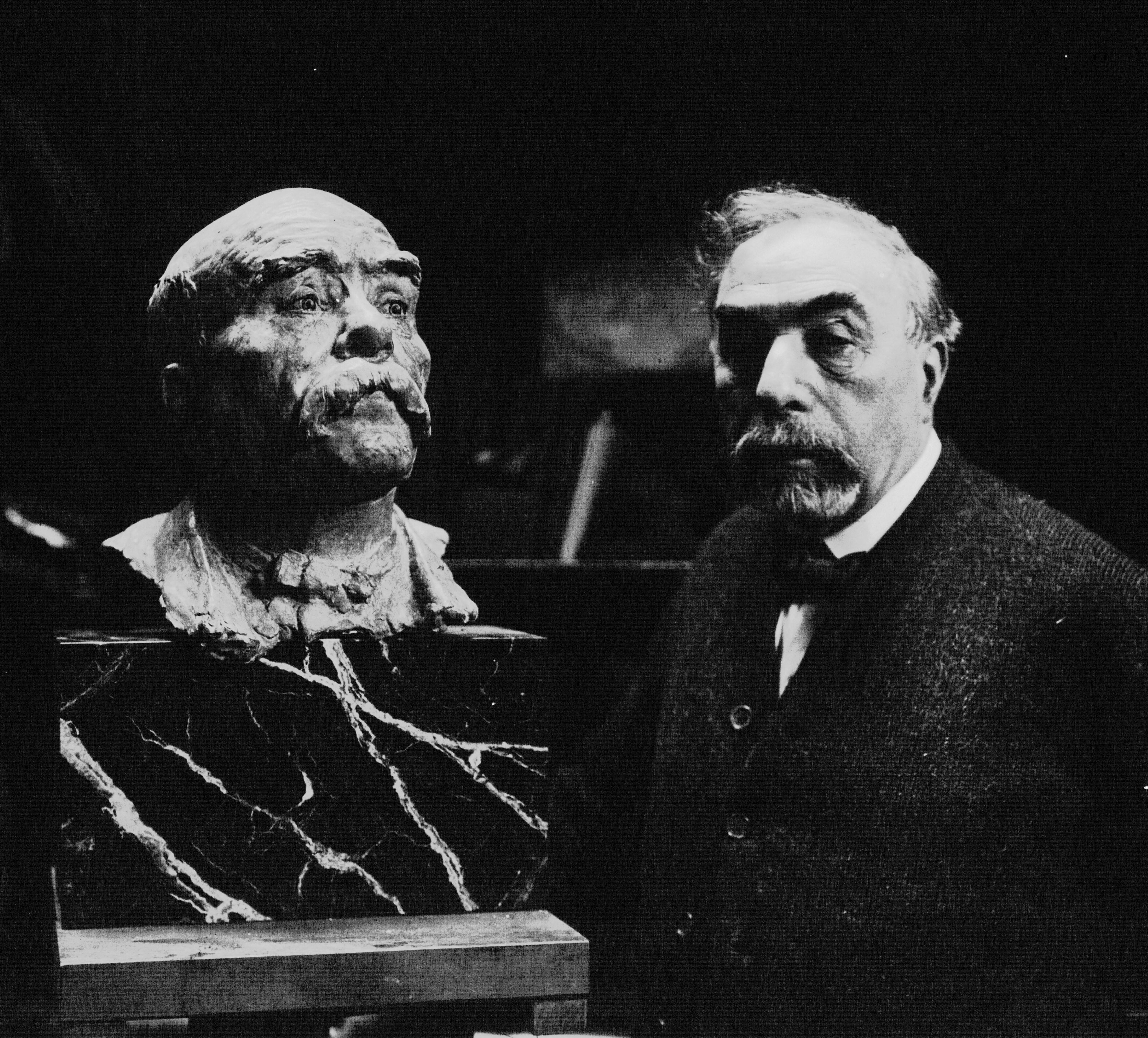
François Sicard réalise le buste de Georges Clemenceau à Doullens.

François-Léon Sicard suit les cours de l’École des beaux-arts de Tours et obtient une bourse municipale pour étudier à l'École nationale supérieure des beaux-arts de Paris. Lauréat du prix de Rome en 1891 pour son haut-relief sur le thème d’Apollon chantant au milieu des bergers, il est pensionnaire de la villa Médicis à Rome de 1892 à 1895, où il se lie d'amitié avec Adolphe Déchenaud qui réalise son portrait.
Il est élu membre de l’Institut de France en 1924 et président de l’Académie des beaux-arts en 1930. Ses confrères de l'Académie lui décernent en 1927 le prix Jean-Reynaud, récompensant la réalisation du monument À la Convention nationale au Panthéon de Paris, achevé après quatre ans de travail.
Professeur aux Beaux-Arts de Paris, il est chef d’atelier de sculpture pour les élèves femmes de 1926 à 1934.
Il est le sculpteur attitré de Georges Clemenceau, dont il fait le buste, la statue de groupe de Sainte-Hermine, et qui lui commande la Minerve casquée en pierre blonde d'Égypte qui surplombe sa tombe et celle de son père au Colombier de Mouchamps ; enfin, en 1929, il réalise son masque mortuaire.
Il est inhumé à Tours au cimetière de La Salle.

## Œuvres
- Apollon chantant au milieu des bergers, 1891, haut-relief en plâtre, Paris, École nationale supérieure des beaux-arts[3].
- Le Jour et La Nuit, 1891, Genève, Hôtel des postes.
- Baigneuse, 1893, Tours, hôtel de ville.
- Le Bon Samaritain, 1896, Paris, jardin des Tuileries.
- Agar et Ismaël, 1897, groupe en marbre, musée des Beaux-Arts de Lyon, dépôt du musée d'Orsay[4].
- Atlantes, 1900, Tours, hôtel de ville.
- Œdipe et le sphinx, 1903, groupe en bronze, Paris, musée d'Orsay.
- George Sand, 1905, Paris, jardin du Luxembourg.
- Buste de madame Sicard, 1905, marbre, Tours, musée des Beaux-Arts.
- Projet décoratif, 1906, pour le musée d'Art et d'Histoire de Genève.
- Honorat de Bueil de Racan, 1907, Tours, jardin des Prébendes d'Oé.
- Maquette pour le Monument international de la Réformation de Genève, 1908, localisation inconnue[5].
- Monument à Alfred de Vigny, 1909, Loches, place de la Marne.
- Monument à Pierre Puget, 1910, 1er arrondissement de Marseille, place Leverrier.
- Tombe de la cantatrice Jane Margyl, vers 1910, Paris, cimetière des Batignolles.
- Monument à la Convention nationale, 1913, Paris, Panthéon.
- Buste de Georges Clemenceau, 1918, bronze, Doullens, hôtel de ville, salle du commandement unique.
- Monument à Clemenceau, 1921, Sainte-Hermine[6].
- Monument Passant, arrête-toi, 1922, Villers-Cotterêts, forêt de Retz.
- Monument à Sarah Bernhardt, 1926, 17e arrondissement de Paris, place du Général-Catroux.
- Fontaine Archibald, 1932, Sydney, Hyde Park.
- Monument à Anatole France, Tours, jardin de la préfecture, démonté en 1934, réérigé en 1949[7].
- Crypte du souvenir, 1932, Paris, mairie du 19e arrondissement[8].
- Monument aux morts, 1932, Paris, mairie du 19e arrondissement[9].
- Monument aux morts, 1936, Cahors, place François Mitterrand.
- Jean-Henri Fabre, terre cuite, Paris, musée d'Orsay.
- Athéna Parthénos, statue réalisée pour Edmond Durandeau, Hendaye, villa Maison Rouge.
- Monument à Michel Colombe, anciennement dans le square François Sicard, à Tours, statue en bronze fondue sous le régime de Vichy, dans le cadre de la mobilisation des métaux non ferreux.
- L'Archange saint Michel terrassant le dragon, bronze, Paris, basilique du Sacré-Cœur de Montmartre, pignon ouest.

Œuvres de François Sicard
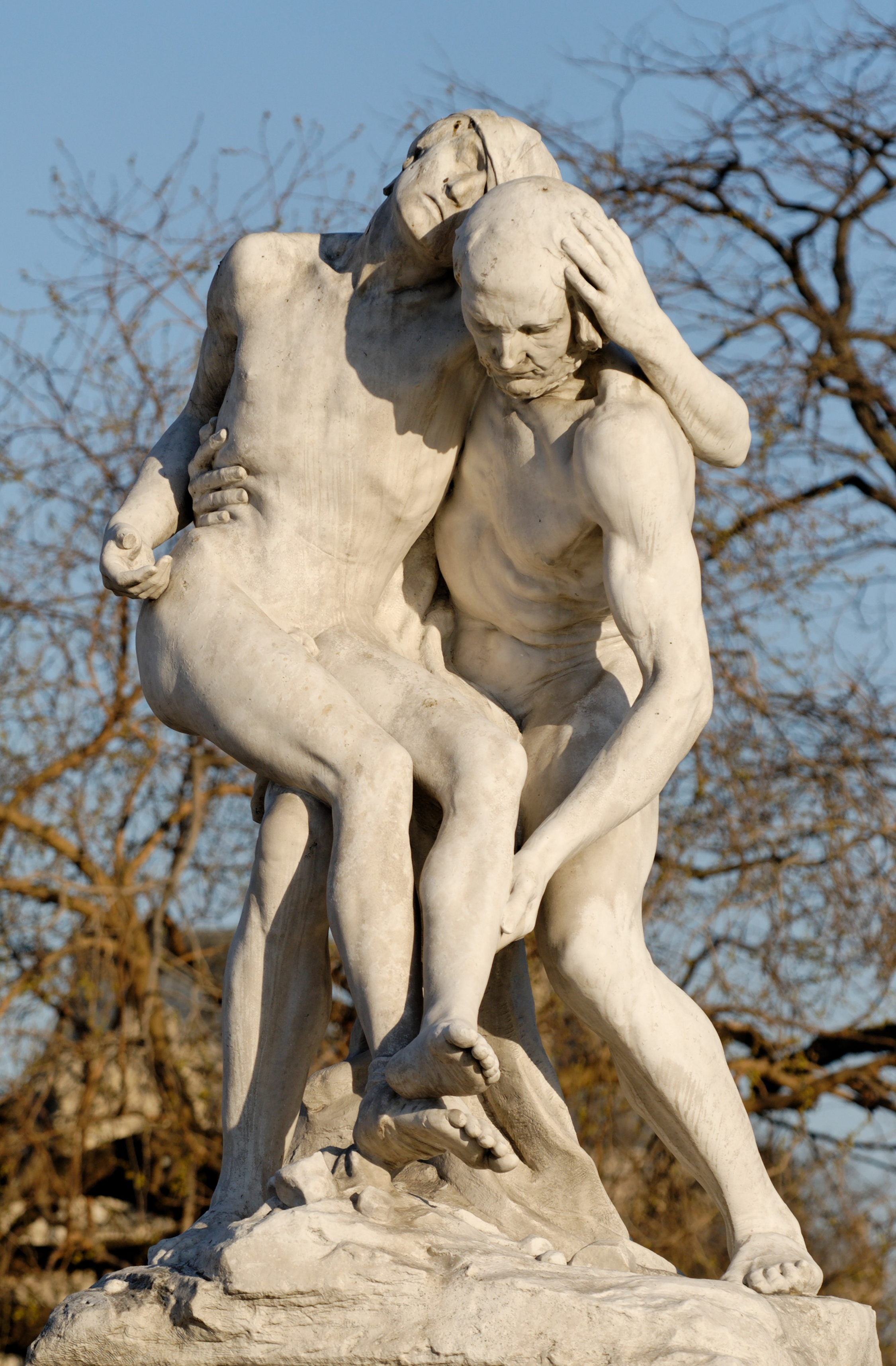
Le Bon Samaritain, 1896, Paris, jardin des Tuileries.
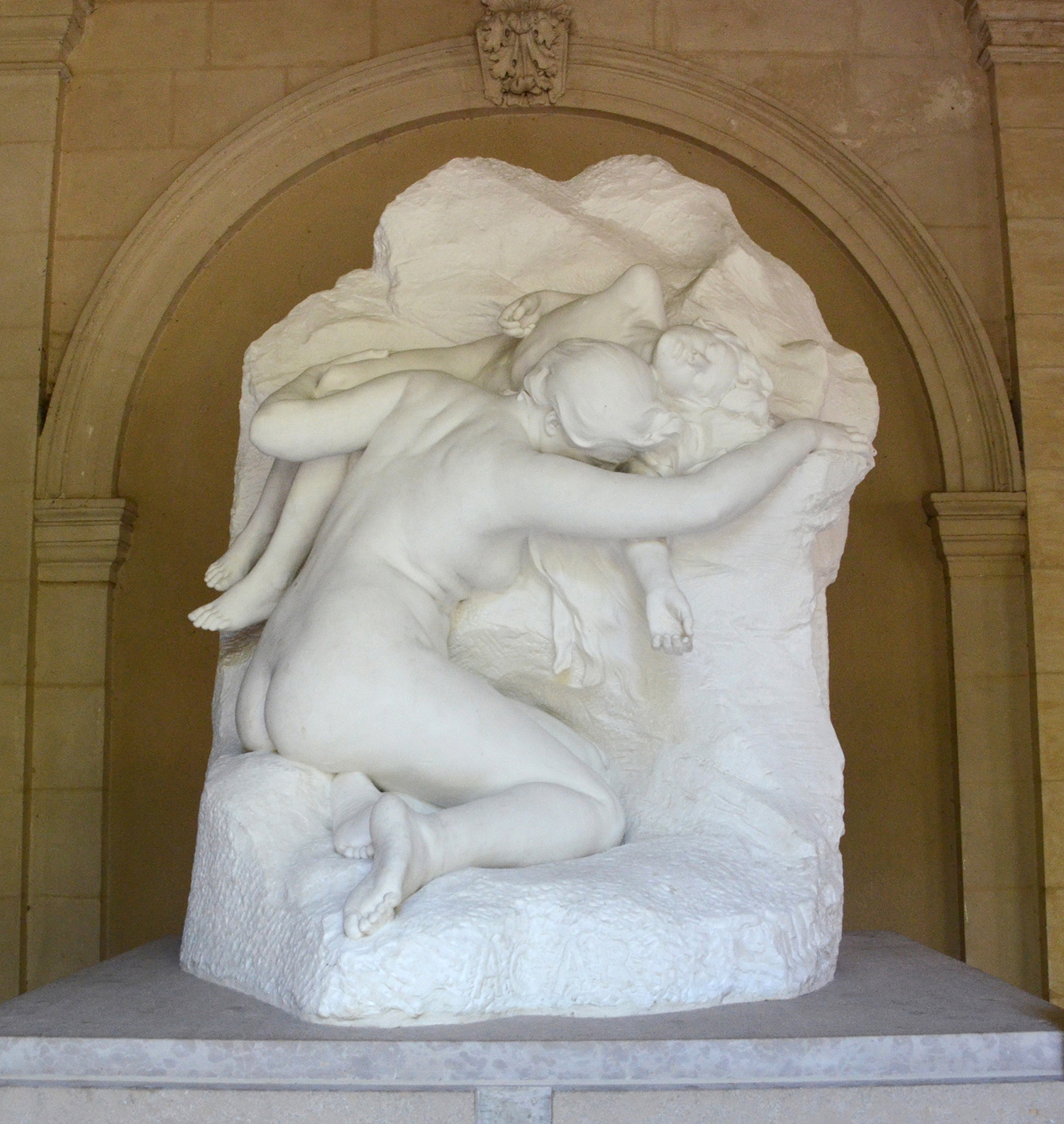
Agar et Ismaël, 1897, musée des Beaux-Arts de Lyon.
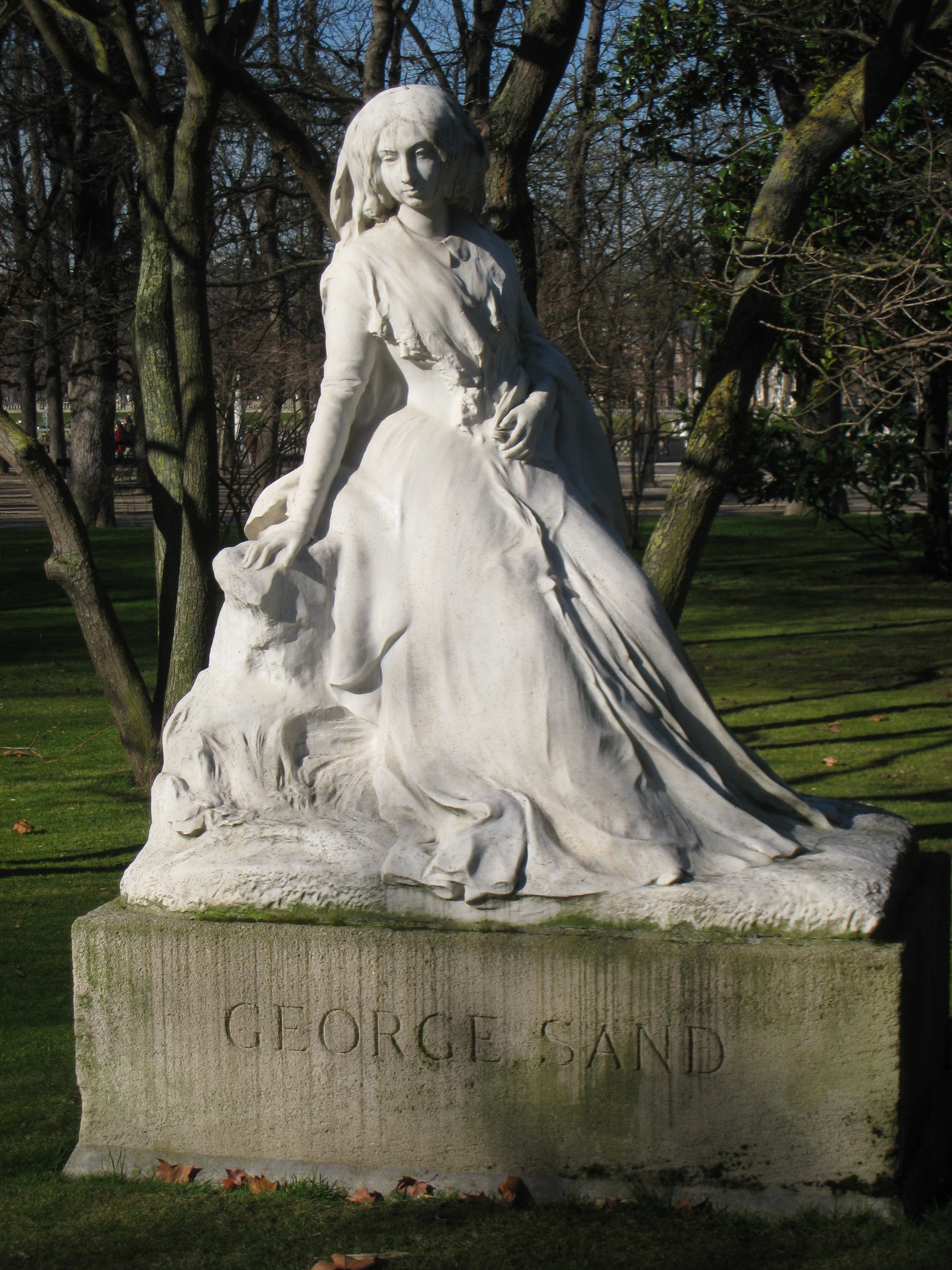
Monument à George Sand, 1905, Paris, jardin du Luxembourg.
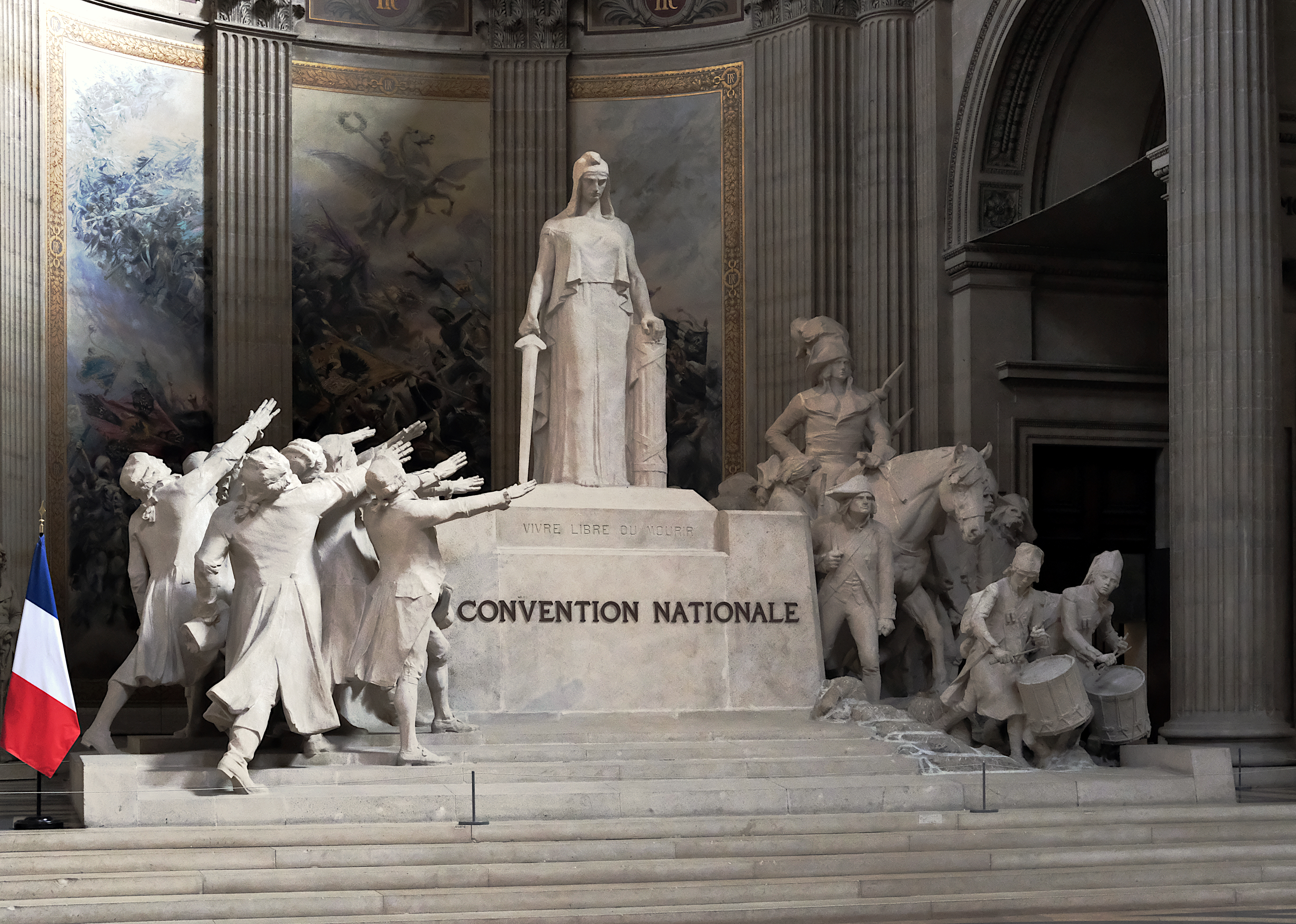
Monument à la Convention nationale, 1913, Panthéon de Paris.
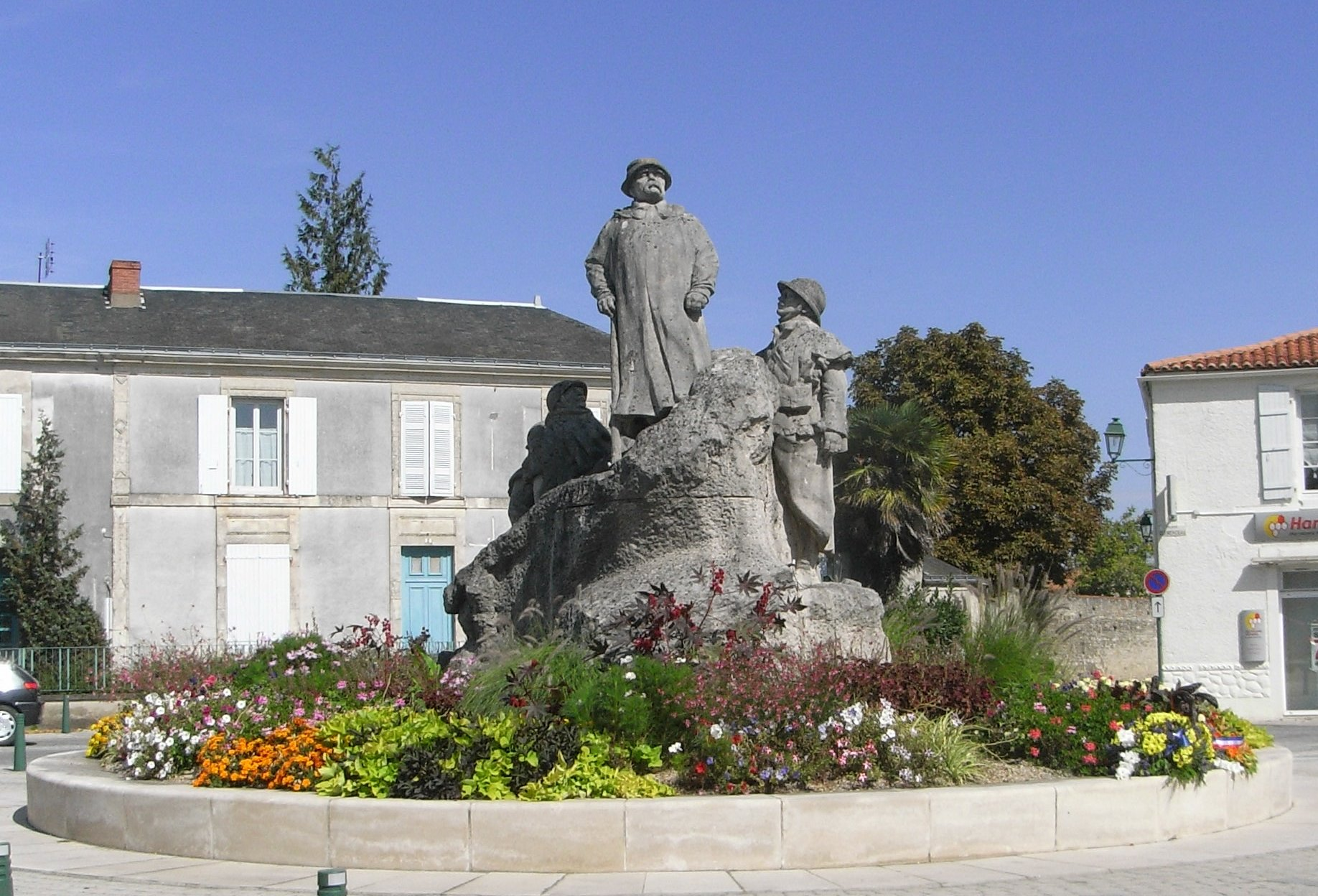
Monument à Clemenceau, 1921, Sainte-Hermine.
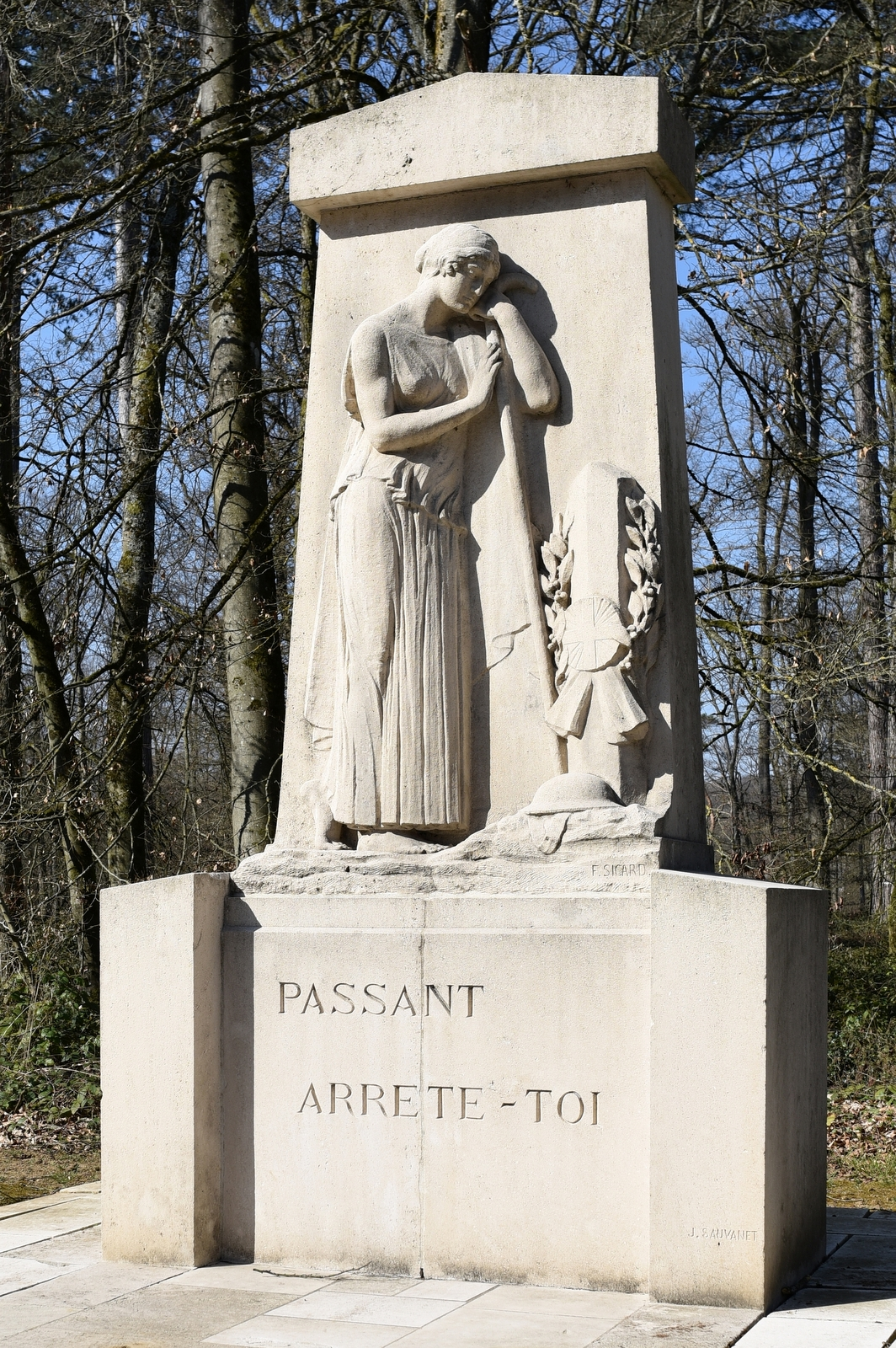
Monument Passant arrête-toi, 1922, forêt de Retz.

## Élèves
- Marcel Gaumont (1880-1962).
- Clarisse Lévy-Kinsbourg (1896-1959)[10].
- Hélène Boulay-Hue (née en 1904), premier second grand prix de Rome de 1931 en sculpture[11].
- Louis Leygue (1905-1992)[12].

## Distinctions
François Sicard est nommé chevalier dans l'ordre national de la Légion d'honneur par décret du 16 août 1900 et promu officier, du même ordre, par décret du 16 mai 1910.

## Hommages
Une place porte son nom dans sa ville natale de Tours. La place est occupée en son centre par un square.